# جاکوویسا
جاکوویسا (به صربی: Ђаковица) شهری در منطقه جاکوویسا کشور کوزوو است که در سرشماری سال ۲۰۱۱ میلادی، ۶۵٬۲۸۲ نفر جمعیت داشته‌است.

## نگارخانه

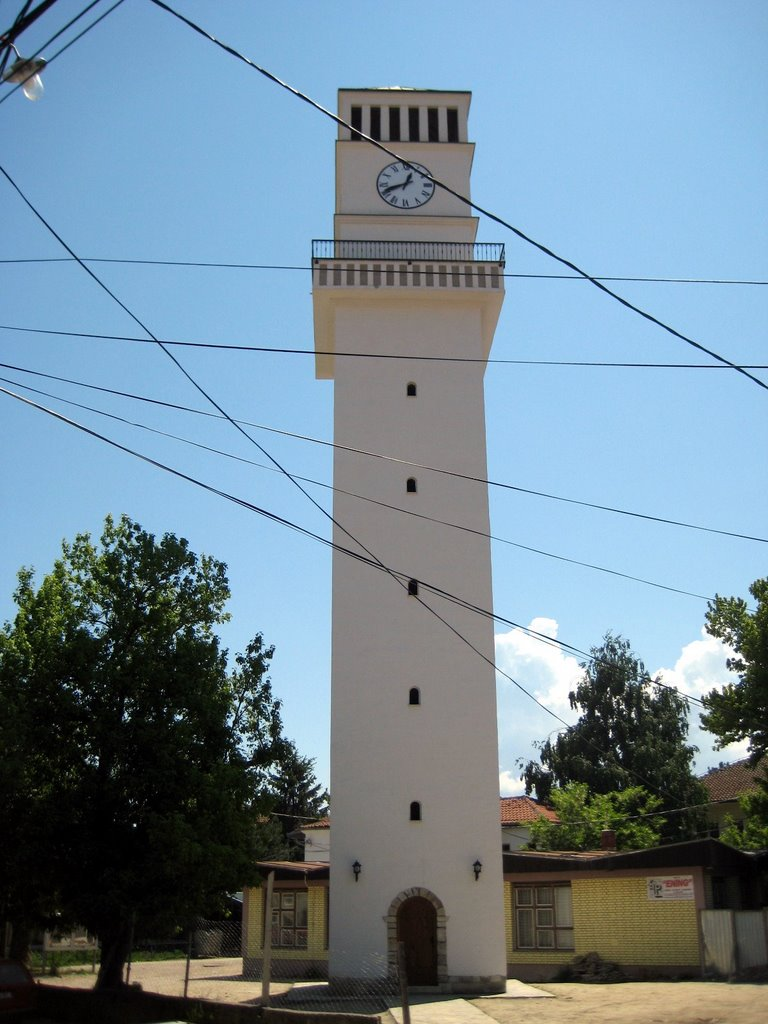
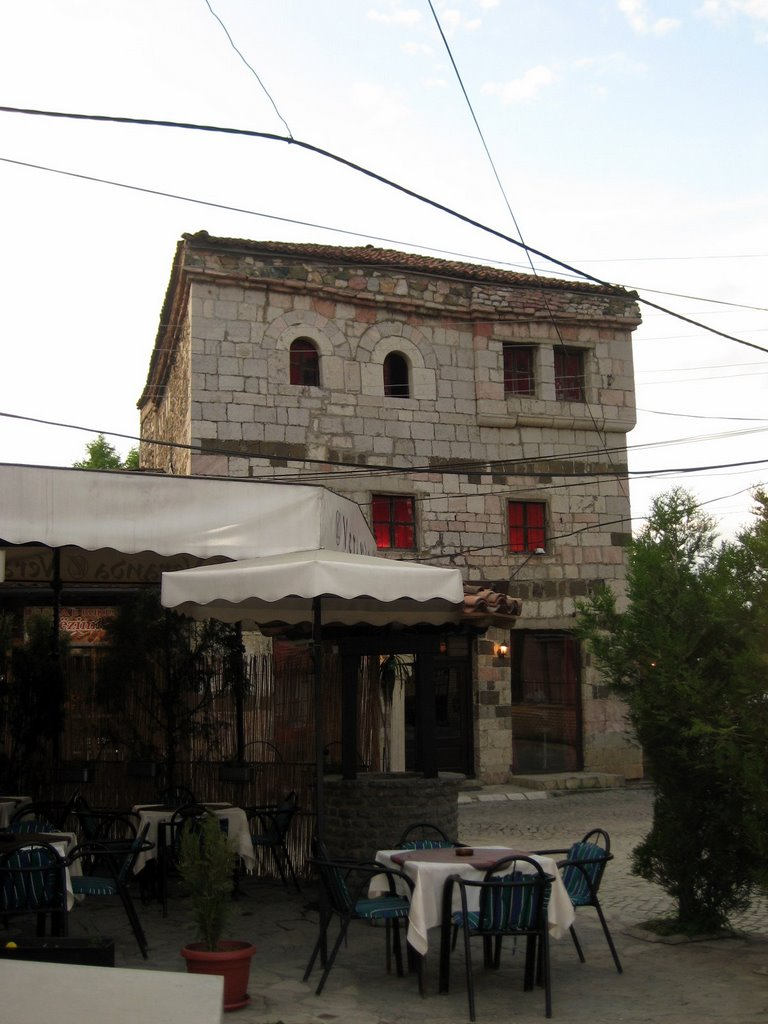
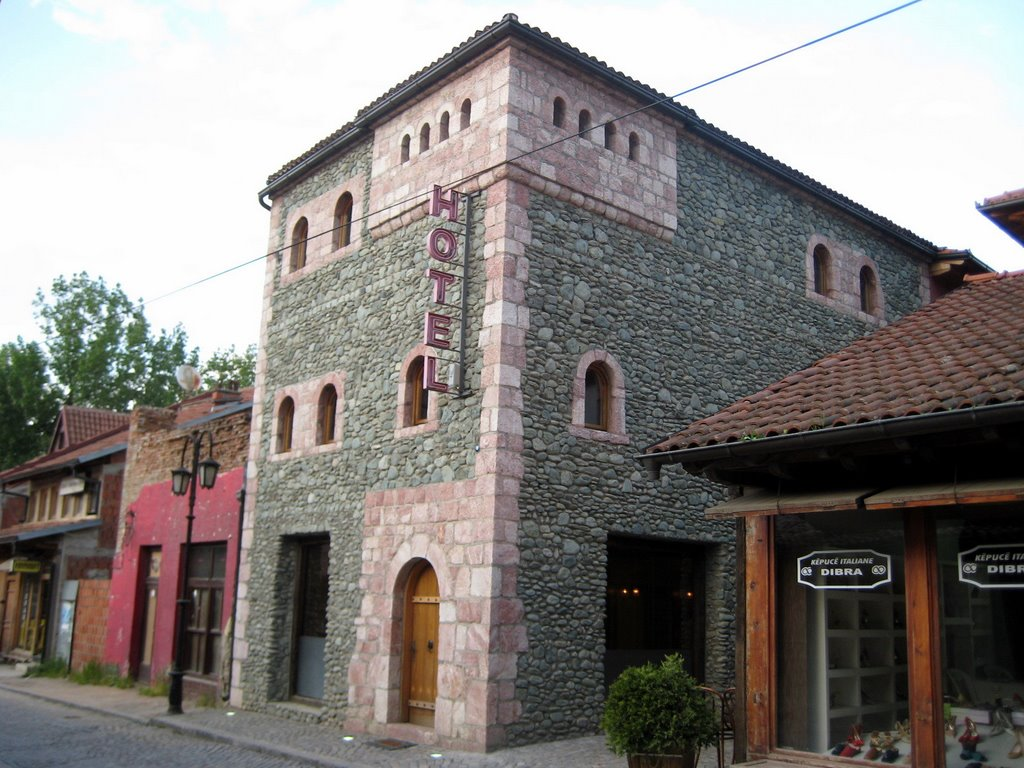
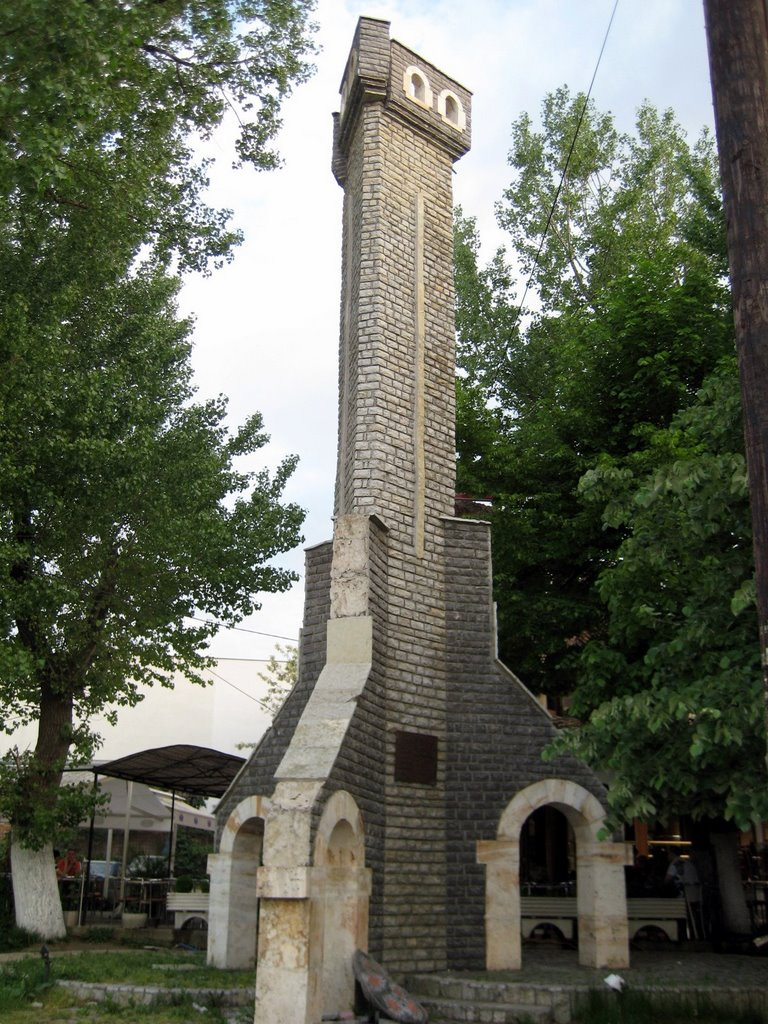
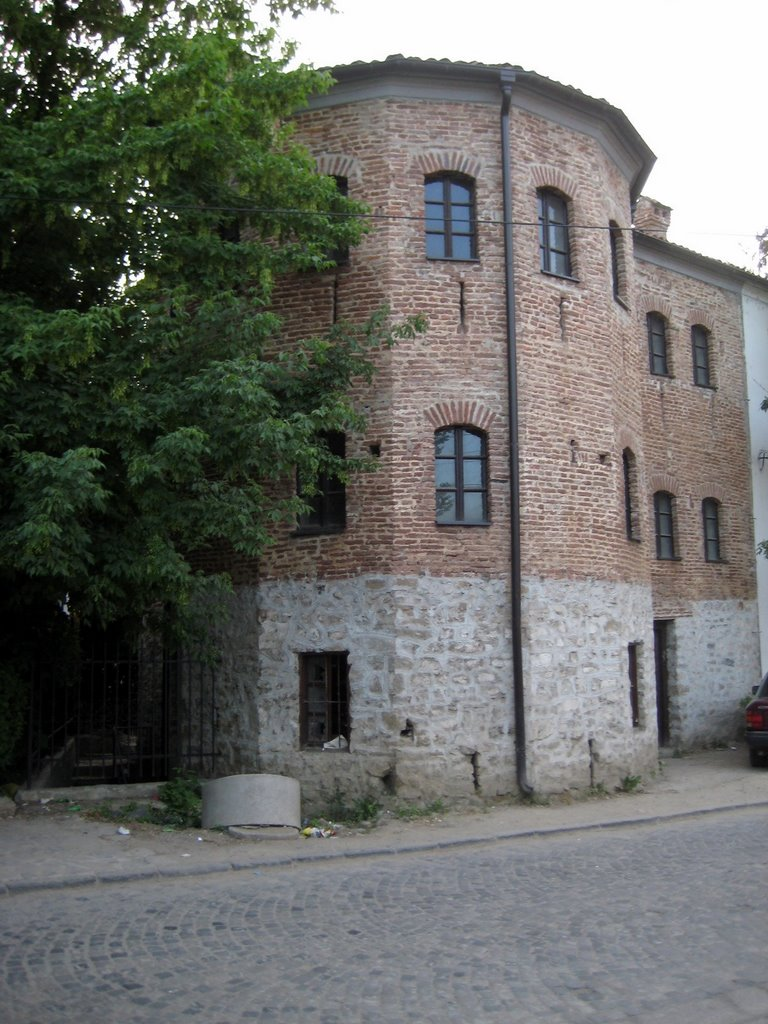
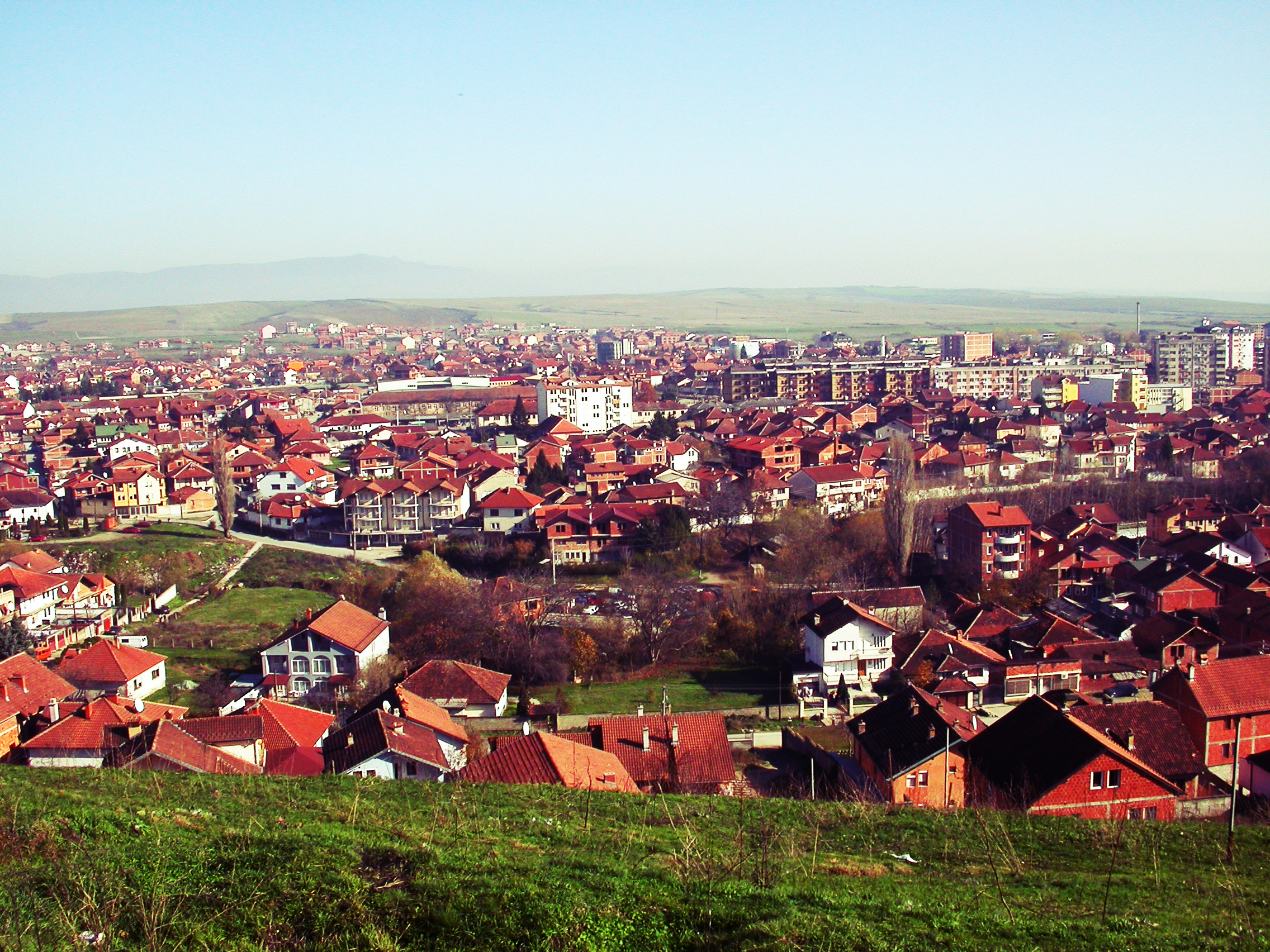